# Torneo de Zúrich 2006
El Zurich Open 2006 fue un torneo de tenis femenino, disputado del 16 al 22 de octubre de 2006. Fue un evento de categoría Tier I que se jugó en canchas de cemento en pistas cubiertas como preparativo para el campeonato de fin de año de la WTA. Fue la 23.ª edición del torneo y tuvo lugar en el Hallenstadion en la ciudad suiza de Zúrich.

## Campeonas

### Individual femenino
María Sharápova venció a  Daniela Hantuchová por 6–1, 4–6, 6–3

### Dobles femenino
Cara Black] /  Rennae Stubbs vencieron a  Liezel Huber /  Katarina Srebotnik por 7–5, 7–5